# Kmotr II
Kmotr II (v anglickém originále The Godfather Part II) je americké filmové drama z roku 1974. Režisérem snímku byl Francis Ford Coppola, který rovněž společně s Mariem Puzoem napsal scénář. Hlavní role ve filmu hráli Al Pacino a Robert De Niro a jde o pokračování o dva roky staršího filmu Kmotr. Jeho děj se rozvíjí ve dvou částech. První se odehrává ve dvacátých letech a druhá v padesátých. Coppola v roce 1990 natočil třetí film s touto tematikou nazvaný Kmotr III.

## Obsazení
| Al Pacino          | Michael Corleone               |
| Robert Duvall      | Tom Hagen                      |
| Diane Keatonová    | Kay Adamsová-Corleone          |
| Robert De Niro     | Vito Corleone                  |
| John Cazale        | Frederico „Freddy“ Corleone    |
| Talia Shire        | Constanzia „Connie“ Corleone   |
| Lee Strasberg      | Hyman Roth                     |
| Michael V. Gazzo   | Frank Pentangeli               |
| Morgana King       | Carmela Corleone               |
| G. D. Spradlin     | Senátor Pat Geary              |
| Richard Bright     | Al Neri                        |
| Tom Rosqui         | Rocco Lampone                  |
| Marianna Hill      | Deanna Corleone                |
| Fay Spain          | Paní Rothová                   |
| Troy Donahue       | Merle Johnson                  |
| Roman Coppola      | Mladý Santino „Sonny“ Corleone |
| Harry Dean Stanton | Agent FBI                      |
| Danny Aiello       | Tony Rosato                    |